# 家電批評
『家電批評』（かでんひひょう）は、晋遊舎から発売されている家電機器に関する情報誌。「家電批評monoqlo」からMONOQLOと分裂する形で「100％ムックシリーズ」として発刊され、2009年11月2日に月刊誌として創刊した。初代編集長は、同社元代表取締役社長の西尾崇彦。

## 概要
「TEST,REVIEW and BUY」をキャッチフレーズに電化製品、スマートフォン、タブレット、カメラ、パソコン、オーディオ、ガジェット等に関する記事を中心としている。識者の意見を交えながら実際に製品をユーザー目線で検証する企画が多い。
広告をほぼ掲載しない方針をとっており、広告主に遠慮しない記事執筆を標榜している。これは同社が発行するMONOQLOやLDKにも共通する特徴である。
検証に用いる製品はメーカーから借りる場合が多いが、前述の方針のため貸し出しを受けられない場合もあり、その場合は編集部で製品を購入し検証している。
編集部員が家電選びのプロとしてテレビ番組に出演することもある。
雑誌の内容をカテゴリごとに分類して紹介する公式Webサイト「360LiFE」が存在する。

## 沿革
- 2007年7月 前身である『家電批評monoqlo』発売。
- 2008年12月 『MONOQLO』と『家電批評』に分かれる。『家電批評 Vol.1』発売。以後月刊化までに、Vol.8まで刊行。
- 2009年11月 月刊誌として創刊。
- 2014年7月 『家電批評2014年8月号』よりB5判からA4判に変更。
- 2016年2月 『家電批評2016年3月号』より再びB5判に変更。

## 主なコーナー

### 特集コーナー
- ベストバイ・ワーストバイ

ジャンルごとに、最も買いである製品を紹介する。次点の製品としてネクストバイや、買うべきでない製品としてワーストバイが紹介されることもある。
- 神機

突出した機能や特徴を持つ製品を紹介する。初代ウォークマンのような往年の名機だけでなく、現在発売中の製品も取り上げられる。
- 高い理由×安い理由

1つのジャンルの製品について、機能の違いなどを基に、価格差の生まれる要因を解説する。

### 連載コーナー
- 家電新品FLASH
- 型落ち家電カタログ
- 北村森のヒット家電虎の穴
- 金村修の写真批評
- 家電業界批評（著：小寺信良）
- デジタルあまのJACK（著：石川温）
- 家電黙示録マナブ（著：中川学）
- 家電売れ筋ランキング
- 家電クロスワード